# Qolasta
Qolastā ou Qolusta (em árabe: قلستة; "coleção") é o "Livro Canônico de Oração" dos mandeanos, uma seita gnóstica moderna que ainda vive no Iraque e Irã. Ele contém músicas e orações com instruções para cerimônias religiosas, principalmente batismos e missas para os mortos.
Ele foi traduzido para o inglês por E. S. Drower.